# Eden Games
Eden Games (също позната като Eden Studios) е студио за разработка на видео игри. През май 2002 компанията е продадена на Infogrames. Студиото е известно с игри от поредиците на Need for Speed и V-Rally, а по-късно и на Test Drive Unlimited.

## Игри
Игрите създадени от Eden Games са:
- V-Rally (1997)
- V-Rally 2 (1999 – 2000)
- Need for Speed: Porsche Unleashed (2000)
- V-Rally 3 (2002–2003)
- Kya: Dark Lineage (2003)
- Test Drive Unlimited (2006–2007)
- Alone in the Dark (2008)
- Test Drive Unlimited 2 (2010)
- GT Spirit (2015)